# Hubertus Vereniging Vlaanderen

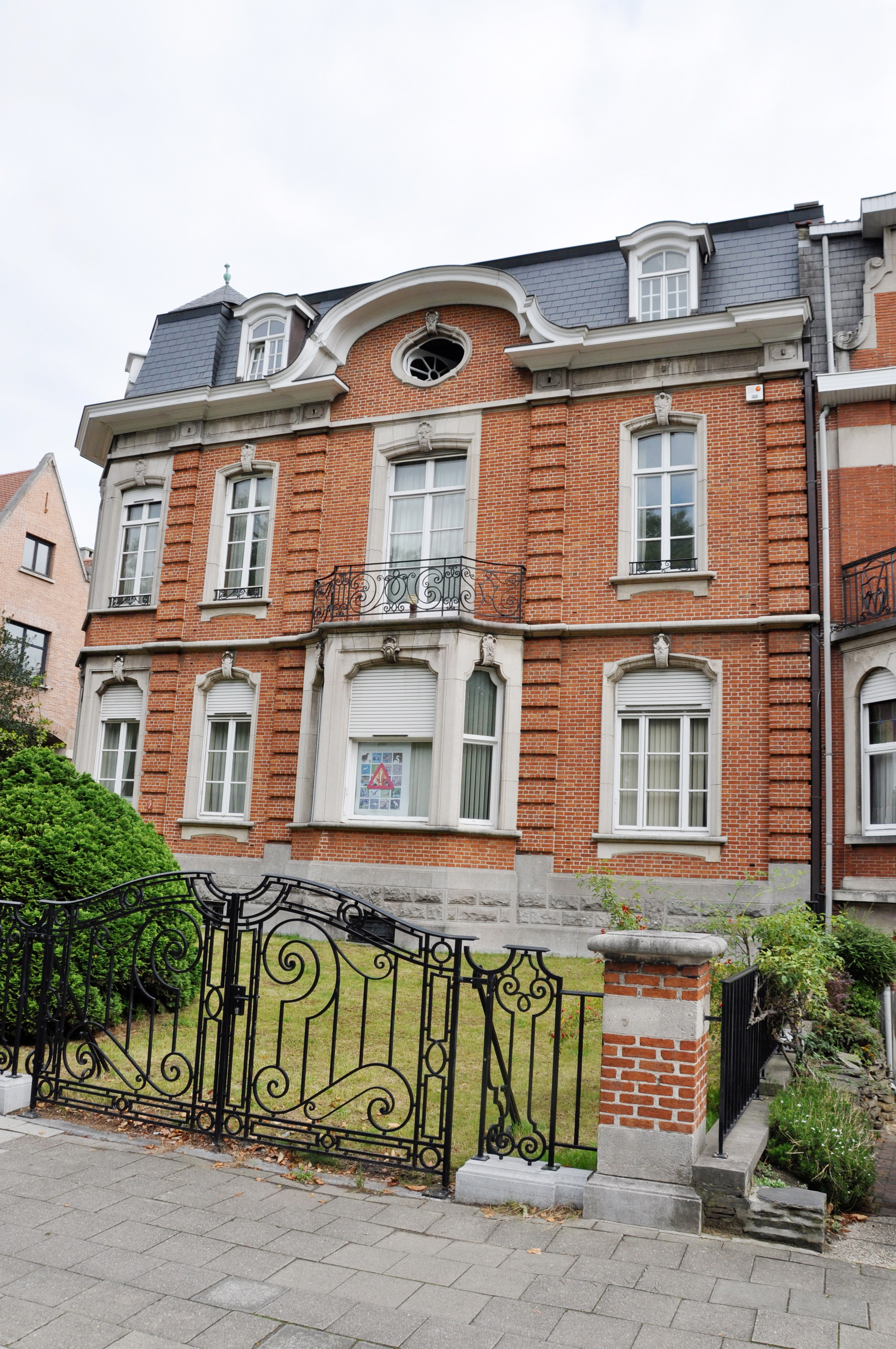
Het kantoor van Hubertus Vereniging Vlaanderen, Lambermontlaan 410, Schaarbeek

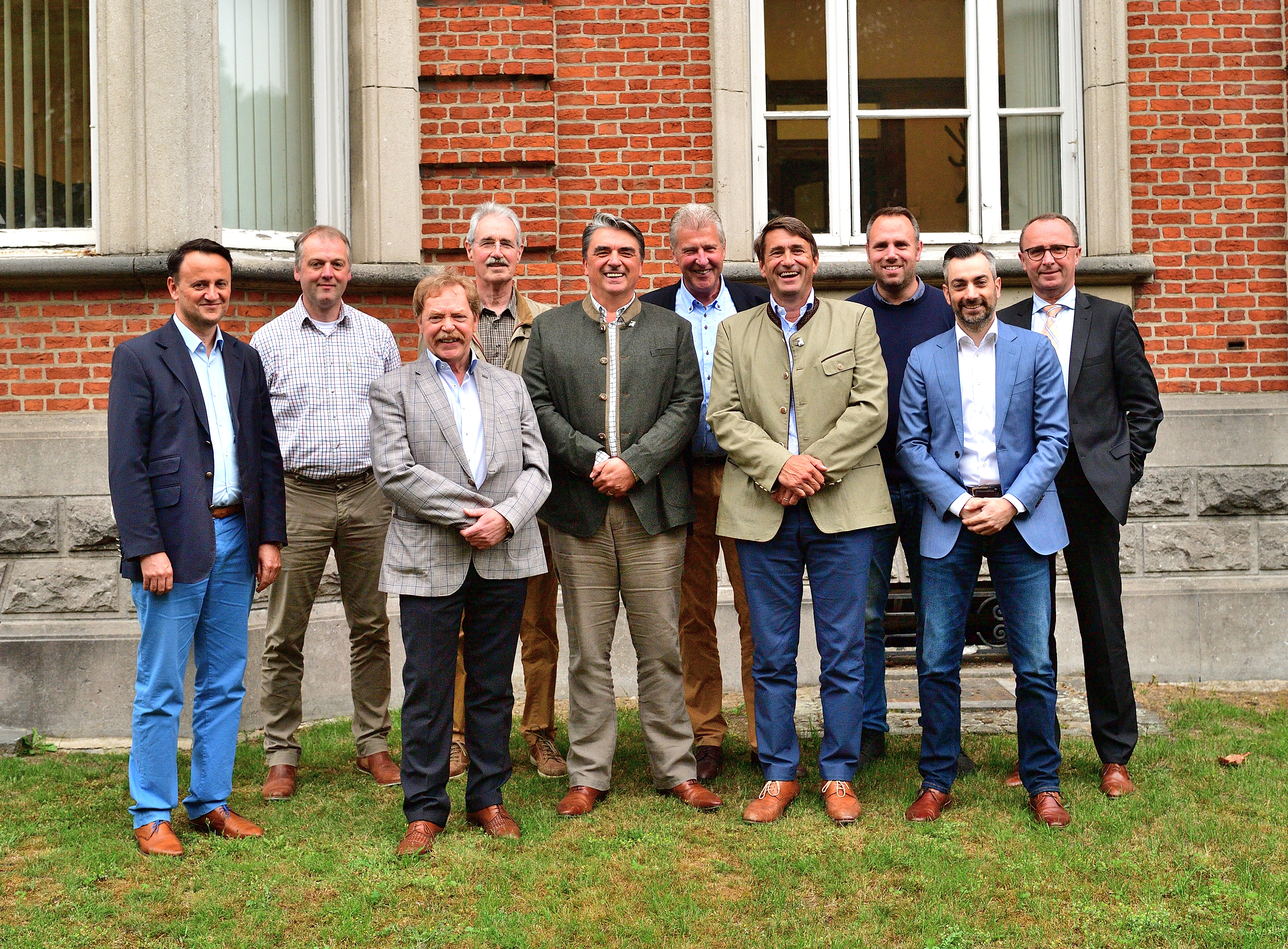
Van links naar rechts: Hans-Kristof Careme, Dirk Beelaert, Paul Broeders (penningmeester), Jos Dottermans, Rudi van Decraen (voorzitter), Luc Jansen, Xavier Haspeslagh (ondervoorzitter), Stefan Beeldens, Jochen Hermans, Geert Ampe

Hubertus Vereniging Vlaanderen verdedigt de belangen van de jacht in Vlaanderen en telt ongeveer 7500 leden. De werking van de organisatie bestaat uit vier pijlers: natuurstudie, wetenschappelijke en administratieve ondersteuning van lokale wildbeheereenheden, publieke communicatie en maatschappelijke vorming. Hubertus Vereniging Vlaanderen maakt onderdeel uit van de Face, de Europese jachtkoepel. 

## Werking
Hubertus Vereniging Vlaanderen bestaat uit provinciale afdelingen, met telkens twee bestuurders. Tezamen vormen die de nationale raad van bestuur. Die bepaalt de grote strategische lijnen. Huidig voorzitter is Rudi Van Decraen. Een dagelijks bestuur voert het beleid uit, onder leiding van een directeur, Geert Van den Bosch. 
Hubertus Vereniging Vlaanderen ontstond als gevolg van de herstructurering van de Koninklijke Sint-Hubertus Club van België. De in 1909 opgerichte vereniging werd in 2002 hervormd om de organisatie aan te passen aan de Belgische staatsstructuur en de regionalisering van de jachtmaterie. Naast de HVV ontstond ook de ‘Aile wallonne’. Hubertus Vereniging Vlaanderen vertegenwoordigt ongeveer zeventig procent van alle Vlaamse jagers. De vereniging werkt nauw samen met het Instituut voor de Jachtopleiding, dat lessenreeksen organiseert ter voorbereiding van het officiële jaarlijkse theoretische en praktische jachtexamen. Hubertus Vereniging Vlaanderen functioneert ook als kenniscentrum, waarbij de
grote meerderheid van de wildbeheereenheden is aangesloten. Deze wildbeheereenheden, die een belangrijke rol spelen in de georganiseerde jacht in Vlaanderen, zijn vrijwillige
samenwerkingsverbanden tussen individuele jachtrechthouders, die zich organiseren binnen een ruimtelijk begrensd gebied, dat meerdere jachtterreinen omvat. Binnen deze wildbeheereenheden wordt, in samenwerking met andere belanghebbende partijen zoals de landbouw en de natuurbescherming, aan planmatig wildbeheer gedaan dat erop gericht is een evenwichtig wildbestand in stand te houden of te ontwikkelen.

## Geschiedenis
In ‘Brasserie Flamande’, in Brussel, werd op 18 augustus 1909 de ‘Saint-Hubert club de Belgique’ (S.H.C.B) opgericht; enkele weken later verschijnt het eerste clubblad. Een van de belangrijkste redenen voor de stichting van de organisatie vormde destijds de strijd tegen wildstroperij. Tussen 1900 en 1911 stierven namelijk 364 jachtwachters tijdens actieve dienst. Daarom richtte S.H.C.B in de begindagen een beteugelingsdienst op met zogenaamde ‘boventallige wachters’, een soort agenten van de club die stropers op heterdaad trachten te betrappen. 
Begin 1912 telt S.H.C.B, waar de communicatie vooral in het Frans gebeurde, 2859 leden. 
Vanaf 1924 vinden de eerste betalende publicitaire advertenties (voor kruitpatronen en rubber laarzen) hun intrede in het clubblad. 
In 1931 beginnen de debatten over een eerste wapenwet die in januari 1933 gepubliceerd zal worden in het Belgisch Staatsblad. In datzelfde jaar worden ook voor de eerste keer de openingstijden van de jacht in het Nederlands gepubliceerd. 
Met het uitbreken van de Tweede Wereldoorlog in 1940 organiseert de S.H.C.B amper nog activiteiten. De bezetter verbiedt alle publicaties, maar het bestuur krijgt later wel de toestemming van ‘Der Militärbefehlshaber’ voor België om een soort van publicatie verder te zetten, maar dan onder censuur. Een ordonnantie van de Duitsers beveelt de inlevering van alle wapens vanaf 10 mei 1940, en de jacht wordt bij verordening uitsluitend voorbehouden aan de bezetter. 
In september 1944 pakt het clubblad uit met een paginagrote cover met daarop ‘Leve het vrije België’. Ondertussen mag de club het epitaaf ‘koninklijk’ gebruiken, en blijft de strijd tegen wildstroperij het belangrijkste punt van aandacht.   Op 18 augustus 1945 gaat na vijf jaar verbod de jacht opnieuw open. Eerst op patrijs, kwartel, kwartelkoning en houtsnip, later in het seizoen volgt de rest van de wildsoorten. 
Vanaf 1947 begint graaf Leon Lippens, de oprichter van het eerste Belgische reservaat Het Zwin, talloze bijdrages te schrijven tegen de lentejacht op houtsnippen; hij vraagt ten slotte een verbod.
1948. In het ledenblad verschijnen voortaan ook advertenties voor jachtreizen in het buitenland, mede onder impuls van Sabena, de Belgische luchtvaartmaatschappij. 
In 1953, in Frankrijk breekt myxomatose uit, een hoogst besmettelijke ziekte onder konijnen. In oktober worden de eerste gevallen in de Antwerpse Kempen gesignaleerd. 
Naast stroperij focust de K.S.H.C.B vanaf 1955 op een tweede bedreiging voor het wild in België: sproeistoffen. Het gebruik ervan probeert de organisatie aan banden te leggen, zeker nadat ook mensen door onvrijwillige inname zijn gestorven aan middelen zoals E 605 en parathion. In die tijd waren jagers zelfs verplicht om tijdens de jacht een fles bronwater mee te nemen, in het geval van een vergiftiging, opgelopen in het buitengebied. 
Begin de jaren zestig loopt het aantal jachtverlofhouders in België op tot een kleine 20.000. In 1961 werd voor het eerst de jacht open verklaard op de moeflon, een wild schaap, afkomstig uit het Middellandse Zeegebied. Het eerste gestrekte dier, een ram, geschoten in de buurt van Herbeumont, bezat hoornen van 76 cm lang. 
In 1971 worden de Benelux-beschikkingen voor jacht goedgekeurd. Die drukken hun stempel op de jachtwetgeving en stellen onder andere een verbod in op het gebruik van klemmen, stroppen en strikken. Een revier moet voortaan ook minstens 25 ha bedragen.
1973: K.S.H.C.B telt 10.000 leden. In dezelfde periode gaan stemmen op voor de invoering van een verplicht jachtexamen. Ook het concept van ‘weidelijkheid’ steekt de kop op: een set van ongeschreven ethische regels. Die bepalen niet alleen het gedrag van jagers onderling, maar ook hoe jagers zich in principe moeten verhouden tot het wild in de natuur.  Bijvoorbeeld door te pleiten voor duurzame benutting van natuurlijke overschotten. 
Na Nederland, Duitsland en Frankrijk organiseert België op 20 mei 1978 het eerste officiële jachtexamen in Vlaanderen. 
Op 27 september 1980 komen honderden jagers op straat om te betogen tegen het jachtverbod op de houtsnip, al gevolg van de Europese Vogelrichtlijn in 1979. Tien jaar later volgt een nieuwe massabetoging met 1200 jagers op straat, de meesten afkomstig uit de provincie Limburg. Minister Theo Kelchtermans (CD&V) spreekt de menigte toe aan het stadhuis van Peer.  
In 1980 wordt de Vlaamse Hoge Jachtraad geïnstalleerd, een adviesraad.
De jaren 90 worden door de jachtsector als ‘woelig’ omschreven, door de vele veranderingen, als gevolg van een nieuw Jachtdecreet, de uitbraak van een nieuwe konijnenziekte (namelijk VHS), en het jachtverlof wordt gesplitst in 6.000 frank voor Vlaanderen en 9.000 voor Wallonië. In 1995 ziet het eerste praktische jachtexamen het levenslicht en de Vlaamse Zweethondengroep wordt gesticht, dat aangereden wild opspeurt. Het ree, dat zich succesvol voortplant en in steeds meer regio’ van België voorkomt, kent ook voor het eerst een afschotplan.
In 2002 krijgt de K.S.H.C.B een Vlaamse kamer, die voortaan door het leven gaat als Hubertus Vereniging Vlaanderen. Twee jaar later besluit het bestuur om de vereniging te herstructureren en in te zetten op professionalisering, onder andere door in 2006 een Kenniscentrum uit de grond te stampen. 
Vanaf 1 juli 2008 mag niet langer gejaagd worden met loodhagel. 
In september 2009 viert K.S.H.C.B zijn honderdste verjaardag, onder andere door een speciale editie van De Vlaamse Jager uit te geven, het maandblad van Hubertus Vereniging Vlaanderen.

## Tijdschrift
Hubertus Vereniging Vlaanderen geeft tienmaal per jaar De Vlaamse Jager uit, een magazine voor alle leden. Elke editie probeert een mix te brengen van jachtverhalen en fotoshots van de natuur, van interviews en provinciaal nieuws. Ook het uitleggen van juridische en technische kwestie, zoals de wapenwetgeving of het leren versnijden van karkassen, krijgt een prominente plaats in de opmaak. Huidig hoofdredacteur is Marc Van Olmen.